# Takuya Uchida
Takuya Uchida (jap. 内田 宅哉, Uchida Takuya; * 2. Juni 1998 in der Präfektur Chiba) ist ein japanischer Fußballspieler.

## Karriere
Takuya Uchida erlernte das Fußballspielen in der Jugendmannschaft des FC Tokyo. Hier unterschrieb er 2017 auch seinen ersten Profivertrag. Der Verein, der in Präfektur Tokio beheimatet ist, spielte in der ersten Liga des Landes, der J1 League. Die U23-Mannschaft spielte in der dritten Liga, der J3 League. 2020 gewann er mit dem Verein den japanischen Ligapokal. Im Endspiel besiegte Tokyo am 4. Januar 2021 Kashiwa Reysol mit 2:1. Ende März 2022 wechselte er auf Leihbasis zum Erstligisten Nagoya Grampus. In zwei Spielzeiten bestritt er für dem Klub aus Nagoya 48 Ligaspiele. Nach der Ausleihe wurde er von Nagoya im Februar 2024 fest unter Vertrag genommen. Am 2. November 2024 stand er mit Nagoya im Finale des J. League Cup. Das Finale gegen Albirex Niigata gewann man im Elfmeterschießen.

## Erfolge
FC Tokyo
- Japanischer Ligapokalsieger: 2020

Nagoya Grampus
- Japanischer Ligapokalsieger: 2024